# Gunung Simpang Badak
Gunung Simpang Badak är ett berg i Indonesien.   Det ligger i provinsen Aceh, i den västra delen av landet, 1 600 km nordväst om huvudstaden Jakarta. Toppen på Gunung Simpang Badak är 890 meter över havet, eller 439 meter över den omgivande terrängen. Bredden vid basen är 3,9 km.
Terrängen runt Gunung Simpang Badak är kuperad österut, men västerut är den bergig. Runt Gunung Simpang Badak är det ganska glesbefolkat, med 43 invånare per kvadratkilometer. I omgivningarna runt Gunung Simpang Badak växer i huvudsak städsegrön lövskog.